# Centennial Light

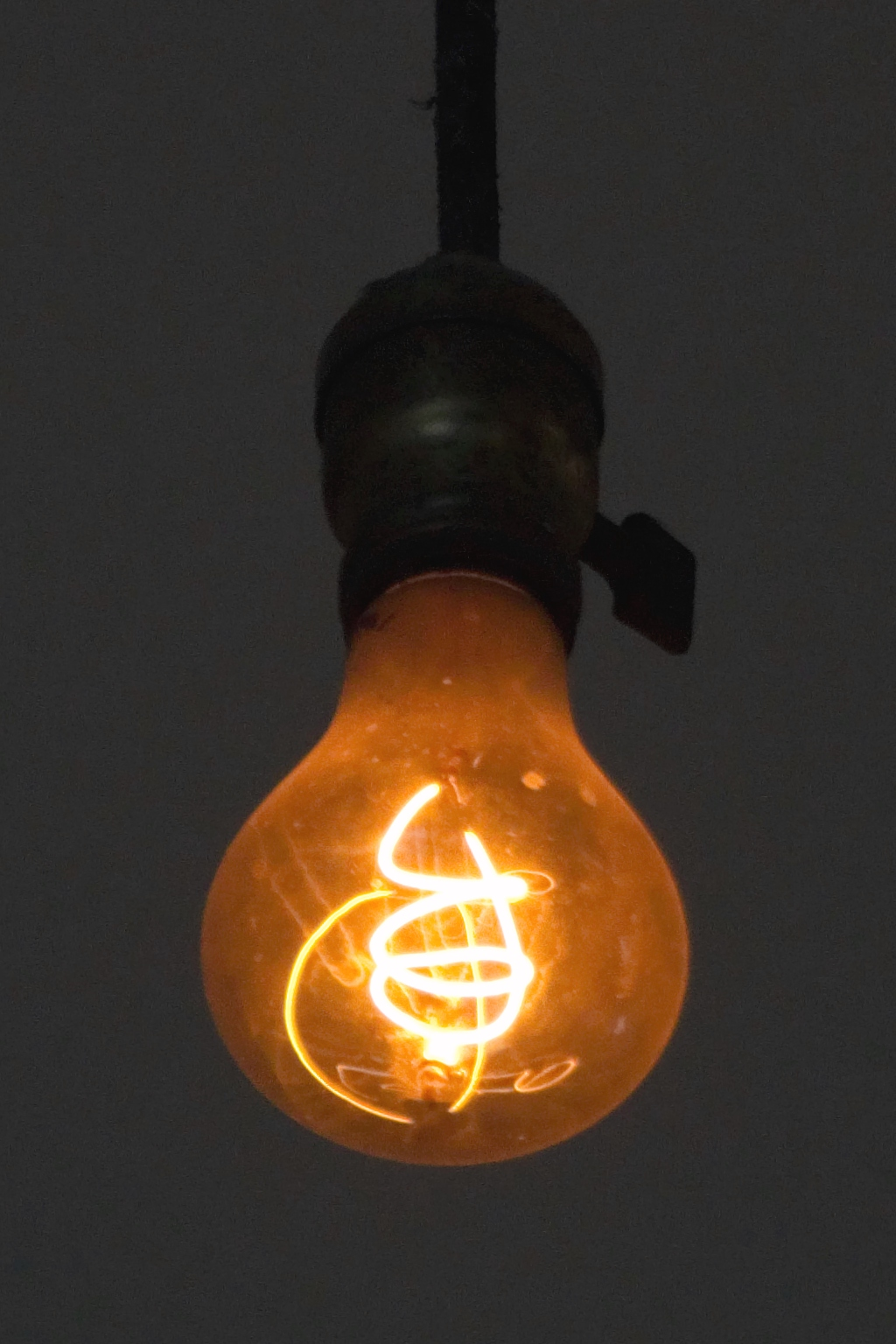
Centennial Light, en la Estación de bomberos #6, Livermore, California

La Centennial Light (Bombilla Centenaria en inglés) es la bombilla de luz incandescente más duradera del mundo, encendida desde 1901 y, la cual, casi nunca es apagada. Está en 4550 East Avenue, Livermore, California, en el Departamento de Bomberos de Livermore-Pleasanton. Debido a su longevidad, la bombilla ha sido reconocida por el Libro Guinness de los récords mundiales, Ripley, ¡aunque usted no lo crea! y General Electric.

## Historia
La Centennial Light era originalmente una bombilla de 30 vatios (o 60 vatios), pero ahora es muy tenue y emite aproximadamente la misma luz que una luz nocturna de 4 vatios. La bombilla común de filamento de carbono soplada a mano fue inventada por Adolphe Chaillet, un ingeniero francés que presentó una patente para esta tecnología. Fue fabricada en Shelby, Ohio, por la Shelby Electric Company a fines de la década de 1890. Muchas como esta todavía existen y se pueden encontrar funcionando. Según Zylpha Bernal Beck, la bombilla fue donada al Departamento de Bomberos por su padre, Dennis Bernal, en 1901. Bernal era dueño de Livermore Power and Water Company y donó la bombilla a la estación de bomberos cuando vendió la empresa. Esa historia ha sido corroborada por los bomberos voluntarios de esa época.
La evidencia sugiere que la bombilla se ha colgado en al menos cuatro lugares. Originalmente se colgó en 1901 en una casa de carritos de manguera en L Street, luego se trasladó a un garaje en el centro de Livermore utilizado por los departamentos de bomberos y policía. Cuando el departamento de bomberos se consolidó, se trasladó nuevamente a un Ayuntamiento recién construido que albergaba al departamento unificado.[cita requerida]
Su inusual longevidad fue consignada por primera vez en 1972 por el reportero Mike Dunstan. Después de semanas de entrevistar a personas que habían vivido en Livermore toda su vida, escribió el artículo Light Bulb May Be World's Oldest (La bombilla puede ser la más antigua del mundo), publicado en el Tri-Valley Herald. Dunstan se puso en contacto con el Libro Guinness de los récords mundiales, Ripley's Believe It or Not y General Electric, quienes confirmaron que era la bombilla de mayor duración que se conoce. El artículo llamó la atención de Charles Kuralt del programa de CBS-TV On the Road with Charles Kuralt.[cita requerida]
El subjefe de bomberos retirado Tom Bramell escribió una historia de la bombilla. Se titula "A Million Hours of Service".

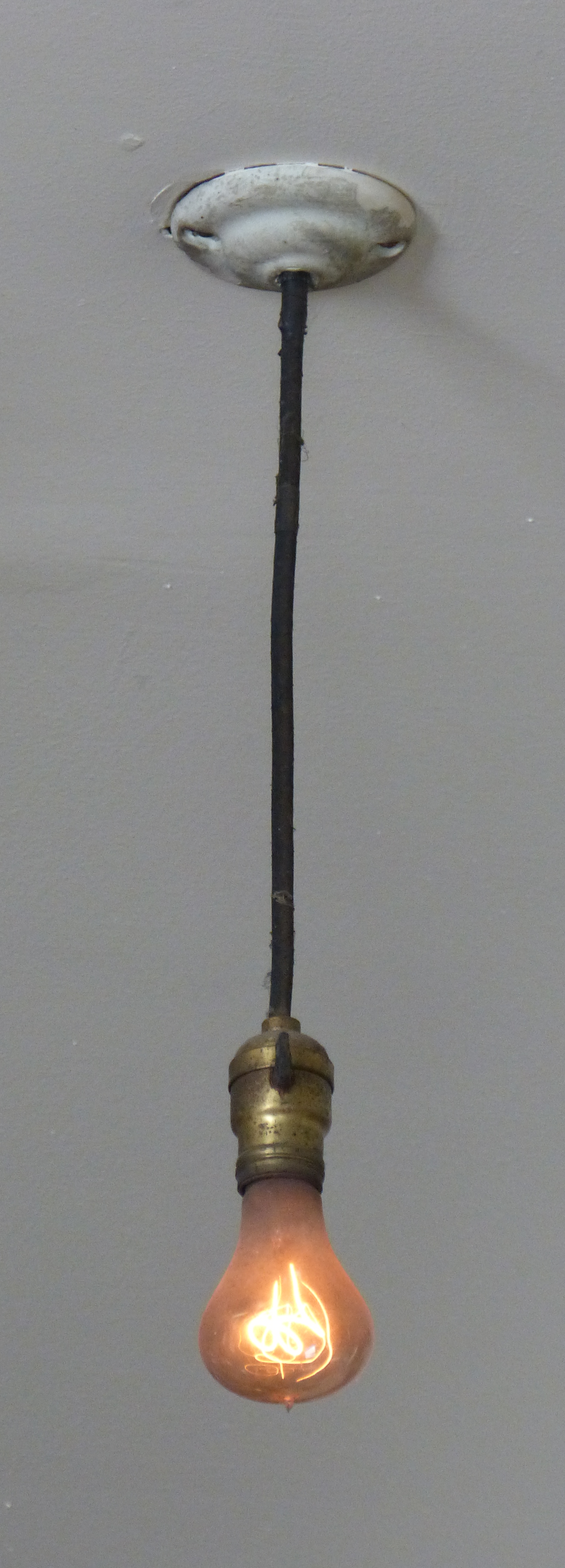
La luz colgante en la estación de bomberos n.° 6 en la que está instalada la bombilla.

En 1976, el departamento de bomberos se trasladó a la Estación de Bomberos # 6 con la bombilla. El cable del portalámparas se cortó por temor a que desenroscar la bombilla pudiera dañarlo. Estuvo privada de energía eléctrica por tan solo 22 minutos durante el traslado, que se realizó en una caja especialmente diseñada y con escolta completa en camión de bomberos. Un electricista estaba disponible para instalar la bombilla en el generador de emergencia de la nueva estación de bomberos. Ripley's Believe It Or Not declaró que la breve demora no estropearía el registro de encendido continuo de la bombilla. Desde ese movimiento, la bombilla ha funcionado continuamente con una fuente de alimentación ininterrumpida; anteriormente, solo había estado fuera de la red durante cortos períodos de tiempo (por ejemplo, una semana en 1937 por una renovación y alguno que otro corte de energía). En 2001, se celebró el centenario de la bombilla con una barbacoa comunitaria y música en vivo.
En la noche del 20 de mayo de 2013, el público en general presenció, a través de una cámara web, que la bombilla aparentemente se había quemado. A la mañana siguiente, se llamó a un electricista para confirmar su estado. Se determinó que la bombilla no se había quemado cuando se desvió la fuente de alimentación dedicada, utilizando un cable de extensión. Se encontró que la fuente de alimentación estaba defectuosa. Habían pasado aproximadamente nueve horas y 45 minutos antes de que se restableciera la luz.
La bombilla es atendida por el Centennial Light Bulb Committee, una asociación del Departamento de Bomberos de Livermore-Pleasanton, Livermore Heritage Guild, Lawrence Livermore National Laboratories y Sandia National Laboratories. El Departamento de Bomberos de Livermore-Pleasanton planea albergar y mantener la bombilla por el resto de su vida, independientemente de su duración. Cuando se apague, no tienen planes para ella, aunque Ripley's Believe It or Not! lo ha solicitado para su museo.

Bombilla centenaria en la estación de bomberos 6

## Publicidad
La bombilla fue incluida oficialmente en el Libro Guinness de los récords mundiales como "la luz más duradera" en 1972, reemplazando a otra bombilla en Fort Worth, Texas . La bombilla se incluyó en el libro para las próximas 16 ediciones. No se incluyó en la lista durante 1988-2006, sin que se haya dado una razón, antes de regresar en 2007.
Según el jefe de bomberos, cada pocos meses un medio de noticias publica una historia sobre la bombilla, generando visitantes e interés general, luego vuelve a caer en la oscuridad por un tiempo. Decenas de revistas y periódicos han presentado artículos sobre la bombilla. La bombilla ha sido visitada y presentada por muchos canales de noticias en los Estados Unidos, incluidos NBC, ABC, Fox, CBS, WB, CNN y NPR. La bombilla ha recibido cartas reconociendo y celebrando su longevidad de la ciudad de Shelby, Ohio, la Junta de Supervisores del Condado de Alameda, la Asamblea del Estado de California, el Senado del Estado de California, la congresista Ellen Tauscher, la senadora Barbara Boxer, y el presidente George W. Bush. La bombilla apareció en un episodio de MythBusters el 13 de diciembre de 2006, en el documental de PBS Livermore y en el episodio de California's Gold with Huell Howser, en un episodio de 99% Invisible, en la serie web 17776, y del documentalista Roberto Serrini en la serie web TravelClast.